# Бурзі Валеріан Еріхович
 Бурзи Валеріан Еріхович  (22 листопада 1917 р., Херсон —7 квітня 1945 р., біля села Гірська Річарка, Польща) — радянський інженер-електрик, під час Німецько-радянської війни — радянський розвідник, керівник розвідувально-диверсійних груп на території України та Польщі. У листопаді 1944 року нагороджений орденом Червоної Зірки.

## Біографія
Бурзі Валеріан Еріхович народився 22 листопада 1917 року в м. Херсоні Української РСР, за національністю німець, громадянин СРСР.

Зі спогадів рідного брата Костянтина Еріховича Бурзі: 
Його виходила, вигодувала і виплекала тітонька, яка виявилася для нього другою матір'ю. Валерик був дуже слабкий, хворів золотухою і тільки завдяки невпинним турботам тітоньки став здоровим хлопчиком
 З дитинства Валеріан був живою і товариською дитиною, яка постійно щось майструвала. Любов до техніки збереглася у нього і в юнацькі роки, коли він навчався в середній школі. Тоді він змонтував саморобний аматорський приймач. Ця любов і визначила вибір спеціальності при вступі до вищого навчального закладу. У школі розвивалися його здатності організатора. Сам він вчився добре і вів за собою весь клас. На його любов до товаришів по навчанню, однокласники відповідали тим самим. В 1935 році закінчив Херсонську гімназію. Член КПРС з лютого 1941 року, освіта вища. В 1941 році закінчив Ленінградський електротехнічний інститут імені В. І. Ульянова (Леніна). До війни працював інженером-електриком на суднобудівному заводі в м. Миколаєві.

## Роль у Німецько-радянській війні
В період Німецько-радянської війни Бурзі Валеріан Еріхович добровільно висловив бажання працювати в тилу німецьких військ за завданням радянської розвідки. Перед тим, як Бурзі В. Е. потрапив в тил ворога, він писав: «Я, член Комуністичної партії (більшовиків), Бурзі Валеріан Еріхович, усвідомлюючи борг у боротьбі з німецьким фашизмом, даю добровільну згоду працювати за завданням радянської розвідки на окупованій фашистами території».
Після спеціального навчання Бурзі літаком «Дуглас» в ніч з 14 на 15 червня 1943 року був доставлений в район села Горохівка Миколаївської області (у 50 кілометрах від Херсона), де успішно приземлився з парашутом. Зупинився Валеріан у батька. Зі спогадів рідного брата: «Одного разу в Херсоні з'явився Валерик. Влаштувався у тата. Заявив, що втік від більшовиків в районі Харкова і звідти пішки дістався додому в Херсон. Папа зауважив, що у Валерика абсолютно нове взуття і в речовому мішку він приніс консерви радянських заводів і пристойну суму грошей. Папа зрозумів, навіщо Валера з'явився в Херсоні, але не ставив прямих запитань і мовчки підтримував висловлену ним версію втечі від більшовиків. Через кілька днів після приходу сина в кукурудзі був знайдений чийсь парашут.» Завдяки німецькому походженню і документам влаштувався інженером у науково-дослідний інститут бавовництва. Ця установа відносилась до оборонного відомства, оскільки навіть на Херсонщині бавовну використовували як компонент для виготовлення вибухових речовин. Головне завдання розвідника Бурзі полягало у зборі відомостей про економічну та військову обстановку на півдні України. Документи працівника інституту давали йому можливість роз'їжджати по всій Херсонщині. Одночасно зі збором економічних розвідданих, Бурзі добув матеріали про агентуру гестапо серед херсонців. Настав час переправляти зібране за лінію фронту. Незабаром по інституту почала поширюватися інформація про те, що хтось бачив дружину Бурзі в Мелітополі (за словами розвідника, вони втратили один одного на початку війни). Для Валеріана (ці чутки пустив він сам) це був дуже зручний випадок легально покинути Херсон. Він нібито відправився у відрядження в Мелітополь, який знаходився в зоні бавовництва. Коли термін відрядження закінчився, а Бурзі не повернувся, директор зажадав пояснень у батька розвідника Еріха Христофоровича. На що той з докором заявив: «Це ви відправили мого сина в район, де йдуть бої. Поверніть мені сина!».
У грудні 1943 року Бурзі Валеріан Еріхович був направлений Народним Комісаріатом Державної безпеки Української РСР у м. Одесу для зв'язку з Гефтом Миколою Артуровичем. Бурзи В. Е., зв'язавшись з Гефтом М. А. і отримавши від нього розвідувальні відомості, в перебігу січня — березня 1944 неодноразово намагався перейти через лінію фронту в бік радянських військ, але зазнавши невдачі, змушений був залишитися в Одесі до її звільнення. Продовжував працювати разом з Гефтом М. А.
Після захоплення Одеси радянськими військами 10 квітня 1944 року Валеріан Бурзі і Микола Гефт, які успішно здійснювали диверсійні акти та збір цінної інформації про зрадників і агентуру гестапо, після двомісячної підготовки були закинуті з диверсійною групою на територію Польщі. Проте вже через 17 днів перебування загону «Авангард» в горах, нацисти виявили місце дислокації радянських партизанських груп і спробували їх знищити. На світанку 24 серпня 1944 року всього лише в двадцяти кілометрах від Кракова розігралася чергова трагедія війни. Німецькі війська були налаштовані рішуче. В операції брали участь два батальйони вермахту, гестапо і жандармерія. Розвідувально-диверсійна група «Авангард» зазнала важких втрат, але все ж зуміла вирватися з пастки. Повоєнні радянські видання стверджують, що поранений командир загону Микола Гефт залишився прикривати відхід "Авангарду" і, розстрілявши всі патрони, останній залишив для себе. Командування поріділим диверсійним загоном прийняв на себе "капітан Єфремов" — відомий нам Валеріан Еріхович Бурзі. Під командуванням Бурзі Валеріана загін провів ряд успішних операцій по знищенню важливих ворожих об'єктів. І з жовтня 1944 року по квітень 1945-го перебував у важкодоступних і стратегічно важливих місцях в районі Млада Гори. За планами німців, саме тут повинна була пройти неприступна лінія оборони, яка здатна була надовго затримати наступ Червоної армії. Диверсійний же загін "Єфремова" готувався надати допомогу військам, що наступали, вдаривши по ворогу з тилу. У ніч з 6 на 7 квітня 1945 року група партизан з 16 осіб під командуванням Бурзі, ведена провідником, лісником Ясеком, виступила у напрямку до селища Рицеркі. На світанку загін досяг селища Чанецкое, що складався з декількох селянських будинків і лісопилки. Тут до появи партизан вже підготувалася група німецьких солдатів. Партизани, що не очікували на засідку, були добре помітні гітлерівцям на тлі безлісого простору. Перший постріл перекинув "капітана Єфремова" (який йшов попереду) на землю, слідом за ним квітневого ранку розпорола чергу німецького кулемета. Відстрілюючись, партизани винесли мертвого командира з-під вогню, але коли нацисти спробували взяти загін у кільце, сховали тіло в купі дерну і з боєм пішли в ліс. Вісім з шістнадцяти залишилися на полі бою. Німецькі війська не стали переслідувати зранені залишки загону. Замість цього вони розправилися з жителями села, звинувативши їх у прямому пособництві партизанам.
9 квітня 1945 року, рівно за місяць до остаточної перемоги над ворогом, на території костелу в Райчі партизани ховали свого командира. Ще тоді у партизан загону Бурзі, що залишилися в живих, виникли підозри про те, що "капітан Єфремов" був убитий в упор пострілом у спину. Підозри підтвердив і доктор, який оглядав труп. Тобто в загоні Бурзі був той, хто усунув командира в "потрібний" момент. Однак згодом особісти не прийняли цей висновок до уваги і факт вбивства " Єфремова " приховали.

## Пам'ять
У місті Херсоні в честь Бурзі Валеріана Еріховича названа вулиця.
Діяльність Бурзі як розвідника в роки війни були присвячені книги В.Михайлова «Повість про чекиста» і Л.Спраги та Я.Тумаркіна «Таємними стежками».
Про розвідувальну роботу Бурзі в окупованих Херсоні та Одесі ще в 60-і роки минулого століття широко розповідалося в серіі публікацій, вміщених в «Наддніпрянскій правді».